# Asarum tokarense
Asarum tokarense är en piprankeväxtart som beskrevs av Hatusima och S. Hatusima & E. Yamahata. Asarum tokarense ingår i släktet hasselörter, och familjen piprankeväxter. Inga underarter finns listade i Catalogue of Life.